# Computers and Mathematics with Applications
«Computers and Mathematics with Applications» — міжнародний науковий журнал, що рецензується. Видається компанією Elsevier. В журналі публікуються матеріали, тематично пов'язані як з математикою так і комп'ютерними науками. Це більш конкретні питання з математики, що пов'язані з ком'ютерним моделюванням, обчислювальні експерименти в математичних дослідженнях та сучасних галузях науки.
Тривалий час головним редактором журналу був Ervin Y. Rodin, який його й заснував у 1980-х роках.
2007 року ISI імпакт-фактор журналу був 0.720.